# Prix Lange
Le prix Lange, de la fondation du même nom, est un ancien prix annuel de soutien à la création littéraire, créé en 1888 par l'Académie française et « destiné à récompenser les actions vertueuses les plus méritantes accomplies par des personnes de nationalité française ».
La fondation Lange est une fondation à caractère social.

## Liste des lauréats
- 1939 : 
  - Roland Alix (1905-1968) pour Une nation vivante
  - Jean Camp pour José María de Pereda
  - Édouard Everat (1855-1945) pour La mère de Bréchard
  - Henriette Sauret (1890-1976?) pour Marie-Louise Bouglé
  - Marguerite Savigny-Vesco (1893-1984) pour Gabrielle Delzant
  - Jane Valriant pour Sur un air anglais
  - Charles Vassal-Reig pour La prise de Perpignan
- 1940 : 
  - M. de Gérin-Ricard
  - Elizabeth de Saint-Segond pour C'est toi que je cherchais, de Concordia Merrel
  - Marc-Yvon Gaillard pour Contes persans
  - Fernand Vatin pour J.-F. Turgis
- 1941 : 
  - Maurice Betz pour Portrait de l'Allemagne
  - Albert Beuve (1883-1967) pour Sacey
  - José Germain pour Notre chef Pétain
- 1942 : 
  - Maréchal des logis, aumonier Cocaign
  - Aumonier André Delesalle
  - Jean Diwo
  - Aumonier Dupaquier
  - R.P. Saint Marie
  - Gaston Waser
- 1943 : 
  - Georges Benoit-Guyod pour Le voyage de l'obélisque
  - Julien La Chaussée pour Odette, le roman d'une jeune fille pauvre
  - Marcel Laure pour Les Bastides
  - Raoul Stéphan pour Enchantements de l’Aube ou la féerie niçoise
- 1944 : 
  - Albert Debaty pour Les vendredis d'Agénor Togroff
  - Christiane Loriot de La Salle (1898-1990) pour Les miroirs sont brisés
  - Makhali-Phâl pour Narayana, ou Celui qui se meut sur les eaux
  - Jean Muray pour La ballade des tordus
  - Thyra Seillière pour Oui, j'ai aimé
- 1945 : 
  - Georges Bonnamy pour La ronde des survivants
  - Robert de Mentque pour Le vieux Montauban
  - Henry Noëll pour Henri II et la naissance de la Société moderne
  - Ch.-Yves Peslin pour Jean-Marie Le Bris
  - Tran-Van-Tung pour Le cœur de diamant
- 1946 : 
  - Odette du Puigaudeau pour La route de l'Ouest
  - Gabriel Langlois pour L'Allemagne bourreau du monde
  - Marcel Provence alias Marcel Joannon pour Le roman d'amour de Paul Arène
- 1947 : 
  - Édouard Flaminio Corniglion-Molinier pour Le journal du F. L. Smith-Brown
  - René Patris pour L'ange au Sabbat
  - Auguste Thomazi pour Le tragique destin des cuirassés allemands. Sous-marins et croiseurs français
- 1948 : 
  - Mme Dominique André pour La conquête de l'Éternel
  - Didier Lazard pour Le procès de Nuremberg
  - Jean Lechevallier pour Le flambeau vivant
- 1949 : 
  - Jean Cosset pour Pascal Certamen
  - Fernand Lequenne (1906-1998) pour Corps humain
  - Jacques May pour Paris-Paris en 1591 jours
- 1950 : 
  - Maurice Chapelan pour Anthologie du journal intime
  - Claudine Chonez pour Léon-Paul Fargue
  - Bruno Bernhard Heim pour Coutumes et droit héraldiques de France
  - Alain Peyrefitte pour Le Mythe de Pénélope
- 1951 : 
  - Michel Bourdet Pléville pour Surcouf
  - Raymond d'Etiveaud pour La grande aventure de vivre
  - Eugène Fercot pour Valdor
  - Guy Mollat du Jourdin pour Salzbourg, cité ardente
  - André Sauvageot pour Marseille dans la tourmente
- 1952 : 
  - Elio Biancani pour Le médecin face au malade
  - Edmond Blaessinger pour Quelques grandes figures de la chirurgie, de la médecine et de la pharmacie militaires
  - Jules Blanc pour Œuvres ultimes
  - Pierre Daguerre pour La croyance héroïque
  - Edmond Kaiser pour Le mémorial d'une poupée
  - Xavier Le Juge de Segrais pour Une nouvelle profession: héritier
  - Ludovic O’Followel pour " Déshabillez-vous... "
  - Tran-Van-Tung pour Le Viet-Nam et sa civilisation
- 1953 : 
  - Hippolyte Grangette pour Le chanoine Rutard
  - Henry Jacomy (1888-1975) pour Le chant des sirènes
  - Alexandre Masseron pour Saint Yves, d'après les témoins de sa vie
- 1954 : 
  - René Carlis pour Départ pour l’horizon
  - J. Dill-Smith et Jean Duhamel pour De quelques piliers des Institutions britanniques
  - Robert de La Croix pour Les disparus du pôle
  - Jean Romagne (1896-1972) pour Odessa
  - Pierre-Henri Simon pour Les hommes ne veulent pas mourir
  - Joseph Voisin (1882-1969) pour Le vrai visage de Guillaumin
  - Joseph Zobel pour La Rue Cases-Nègres
- 1955 : 
  - Irène Abrassart pour Atmosphère norvégienne
  - Pierre Bertin (1891-1984) pour Carnet de voyage
  - Alice Grialou pour La Sokoulgane
  - Roger Pecheyraud pour Bêtes mes amis
- 1956 : 
  - Marcel Beaufils pour Musique du son, musique du verbe
  - Marcel Decremps (1910-1989) pour Mistral, mage de l’Occident
  - Georges Lefort pour Les enfants de Kergaël
  - Charles Oulmont pour Noce en Espagne
  - Serge Radine pour Lumières dans la nuit
- 1957 : 
  - Yvonne Boachon-Joffre pour Rencontre à Grenade
  - Francis Llabador pour Port-Say
- 1958 : 
  - Pierre Bayrou (1892-1979) pour Mes bergeries
  - Claude Gével (1886-1968) pour Interdit aux nomades
  - Alexandre Vexliard (....-1997) pour Le Clochard
- 1959 : Camille Belguise (1894-1980) pour Seul l’Amour
- 1960 : Angèle Maraval-Berthoin (1875-1961) pour Le Drac
- 1961 : 
  - François Balsan pour Terres Vierges du Mozambique
  - Jean Combe pour La chartreuse de Sainte-Croix et Histoire d’un village du Jarez
  - Georges Gorrée (1908-1977) pour Les plus belles histoires du monde
- 1962 : 
  - Jean Massiet du Biest (1890-1968) pour La Fille de Diderot
  - Jean Drouillet pour Folklore du Nivernais et du Morvan
- 1964 : 
  - Mme George-Day pour Contes et nouvelles
  - Gabriel Laplane (1901-1964) pour Lope de Vega (1562-1635)
  - Maurice Ricord (1906-1967) pour Découverte littéraire de la Corse
- 1967 : Henry Thivot pour La vie privée dans les Hautes-Alpes vers le milieu du XIXe siècle
- 1970 : 
  - Louis Forestier pour Charles Cros : l’homme et l’œuvre
  - Robert André Jouanny (1926-2007) pour Jean Moréas
- 1972 : Xavier de Langlais pour Édition du roman du roi Arthur
- 1974 : 
  - Roger Bordier pour L’Océan
  - Clément Lépidis pour L'Arménien
- 1975 : 
  - Christian Delacampagne pour Antipsychiatrie. Les voies du sacré
  - Édouard Guitton pour Jacques Delille (1738-1813) et le poème de la nature en France de 1750 à 1820
- 1976 : Jacques Lacant pour Marivaux en Allemagne
- 1977 : 
  - André Gardebois pour Ouvrages sur Meudon et les Meudonnais
  - Zoltán-Étienne Harsany (1909-1992) pour La Vie à Strasbourg sous le Consulat et l'Empire
  - Jacques de Givry (1912-2008) pour Juilly 1177-1977
- 1979 : 
  - Bernard Gros pour Victor Hugo, le Visionnaire de Guernesey
  - Michel Huriet pour Une femme sans lendemain
  - Jean Taillemagre alias Arnaud de Pesquidoux pour Pleine terre
- 1980 : Francis Gruyer pour Les ruines du soleil
- 1982 : 
  - Ferny Besson pour Alexandre Vialatte ou la complainte d’un enfant frivole
  - Philippe de Montesquieu pour Montesquieu intime
  - Bernard Waller (1937-2010) pour Vallée suspendue
- 1983 : 
  - Jean-Baptiste Fages alias Jules Gritti (1924-1998) pour Comprendre René Girard
  - Georges Piaton pour Pestalozzi
  - Ghilaine Wirbel pour Aux merveilleux pays rose
- 1984 : Nicolas Saudray pour La maison des prophètes
- 1985 : Anita Pereire et Gabrielle Van Zuylen pour Jardins privés en France